# Philip Chevron
Philip Ryan mais conhecido como Philip Chevron (17 de junho de 1957 — 8 de outubro de 2013) foi um cantor irlandês.
Foi guitarrista da banda irlandesa The Pogues desde 1985.